# برادي إيكن
برادي إيكن (بالإنجليزية: Brady Aiken)‏ هو لاعب كرة قاعدة أمريكي، ولد في 16 أغسطس 1996 في سان دييغو في الولايات المتحدة.

## وصلات خارجية
- برادي إيكن على موقع دوري كرة القاعدة الرئيسي (الإنجليزية)
- برادي إيكن على موقعبيزبول رفرنس.كوم (الدوري الثانوي) (الإنجليزية)